# حوزه انتخابیه شانزدهم فلوریدا
حوزه انتخابیه شانزدهم فلوریدا یک حوزه انتخابیه مجلس نمایندگان آمریکا است که در ایالت فلوریدا قرار دارد.